# جوردي بيفير
جوردي بيفير (4 نوفمبر 1996 ببلجيكا - ) هو لاعب كرة قدم بلجيكي في مركز الهجوم.

## روابط خارجية
- جوردي بيفير على موقع قاعدة بيانات كرة القدم.إي يو (الإنجليزية)
- جوردي بيفير على موقع Soccerbase.com (لاعب) (الإنجليزية)
- جوردي بيفير على موقع Soccerway.com (الإنجليزية)